# Nilson Castrillón
Nilson David Castrillón Burbano (Caloto, 28 gennaio 1996) è un calciatore colombiano, centrocampista dell'América de Cali.

## Carriera

### Club
Cresciuto nelle giovanili del Deportivo Cali, ha esordito il 24 luglio 2014 in un match di Copa Colombia pareggiato 1-1 contro il Deportivo Pasto.

### Nazionale
Nel 2015 con la nazionale Under-20 colombiana ha preso parte al campionato sudamericano, disputando cinque partite.

## Statistiche

### Presenze e reti nei club
Statistiche aggiornate al 30 gennaio 2017.
| Stagione              | Squadra               | Campionato            | Campionato | Campionato | Coppe nazionali | Coppe nazionali | Coppe nazionali | Coppe continentali | Coppe continentali | Coppe continentali | Altre coppe | Altre coppe | Altre coppe | Totale | Totale | Totale |
| Stagione              | Squadra               | Comp                  | Pres       | Reti       | Comp            | Pres            | Reti            | Comp               | Pres               | Reti               | Comp        | Pres        | Reti        | Pres   | Reti   |        |
| --------------------- | --------------------- | --------------------- | ---------- | ---------- | --------------- | --------------- | --------------- | ------------------ | ------------------ | ------------------ | ----------- | ----------- | ----------- | ------ | ------ | ------ |
| 2014                  | Deportivo Cali        | A                     | 3          | 0          | CC              | 5               | 0               | CS                 | 0                  | 0                  |             | -           | -           | 8      | 0      |        |
| 2015                  | La Equidad            | A                     | 1          | 0          | CC              | 2               | 0               |                    | -                  | -                  |             | -           | -           | 3      | 0      |        |
| 2015                  | Deportivo Cali        | A                     | 1          | 0          | CC              | 0               | 0               |                    | -                  | -                  |             | -           | -           | 1      | 0      |        |
| 2016                  | Deportivo Cali        | A                     | 5          | 0          | CC              | 0               | 0               | CL                 | 0                  | 0                  |             | -           | -           | 5      | 0      |        |
| 2017                  | Deportivo Cali        | A                     | 9          | 0          | CC              | 3               | 0               | CS                 | 0                  | 0                  |             | -           | -           | 12     | 0      |        |
| Totale Deportivo Cali | Totale Deportivo Cali | Totale Deportivo Cali | 18         | 0          |                 | 8               | 0               |                    | -                  | -                  |             | -           | -           | 26     | 0      |        |
| 2017                  | Cortuluá              | A                     | 2          | 0          | CC              | 0               | 0               |                    | -                  | -                  |             | -           | -           | 2      | 0      |        |
| Totale carriera       | Totale carriera       | Totale carriera       | 21         | 0          |                 | 10              | 0               |                    | -                  | -                  |             | -           | -           | 31     | 0      |        |

## Palmarès
- Súper Liga: 1

Deportivo Cali: 2014
- Campionato colombiano: 1

Deportivo Cali: 2015 (A)